# Без видимых причин (фильм, 1971)
«Без видимых причин» (фр. Sans mobile apparent) — кинофильм 1971 года совместного производства Франции и Италии, детектив с элементами триллера, снятый режиссёром Филиппом Лабро. Фильм снят по мотивам романа американского писателя Эда Макбейна «Десять плюс один» о 87-м полицейском участке.
Главные роли в фильме исполнили Жан-Луи Трентиньян, Доминик Санда, Саша Дистель, Карла Гравина и Стефан Одран. Премьера фильма состоялась 15 сентября 1971 года во Франции.

## Сюжет
Главный герой — инспектор Стефан Карелла, он расследует убийства, происходящие одно за другим. Вначале убит состоятельный французский гражданин, потом местный герой-любовник, затем астролог... Первоначально кажется, что убийства не связаны друг с другом, но затем детектив находит некий дневник, который позволяет приблизиться к раскрытию дела.

## В ролях
- Жан-Луи Трентиньян — Стефан Карелла
- Доминик Санда — Сандра Форест
- Саша Дистель — Жюльен Сабирну
- Карла Гравина — Жоселин Рокка
- Поль Кроше — Франсис Паломбо
- Лаура Антонелли — Жюльетт Водрёй
- Жан-Пьер Марьель — Перри Руперт-Фут
- Стефан Одран — Элен Валле
- Эрик Сигал — Ганс Кляйнберг
- Пьер Доминик
- Жиль Сегал
- Филип Лабро

## Съёмочная группа
- Произведение: Эван Хантер (как Эд Макбейн)
- Авторы сценария: Филипп Лабро, Винценцо Лабелла и Жак Ланцманн
- Режиссёр: Филипп Лабро
- Оператор: Жан Пензер
- Композитор: Эннио Морриконе
- Художники: Андре Хосс и Маурисе Террасс
- Продюсер: Жак-Эрик Страусс
- Монтаж: Николь Со и Клод Барруа
- Декорации: Луис ле Барбеншон